# Diphyus subfuscus
Diphyus subfuscus là một loài tò vò trong họ Ichneumonidae.